# 施拉登
施拉登是德国下萨克森州的一个市镇。总面积30.66平方公里，总人口4993人，其中男性2417人，女性2576人（2011年12月31日），人口密度163人/平方公里。